# Battaglia di Cotagaita
La battaglia di Cotagaita, combattuta il 27 ottobre 1810 nell'ambito delle guerre d'indipendenza ispanoamericana, fu il primo scontro bellico affrontato dall'esercito creato dalla Giunta provvisoria di governo delle province del Río de la Plata, organismo di governo sorto a Buenos Aires dopo la Rivoluzione di Maggio e la deposizione del viceré Baltasar Hidalgo de Cisneros; lo affrontò l'esercito spagnolo leale al viceré del Perù, José Fernando de Abascal y Sousa.
La battaglia ebbe luogo nei pressi delle fortificazioni di Santiago de Cotagaita, attualmente situate nel dipartimento di Potosí, in Bolivia. Al termine di 4 ore di scontro, l'esercito rivoluzionario fu costretto a ritirarsi, respinto dai realisti.

## Antefatti
Come suo primo atto, il governo sorto a Buenos Aires dopo la Rivoluzione di Maggio stabilì la creazione di un esercito da inviare alle altre città del vicereame; le truppe reclutate furono subito spedite a Córdoba, dove stroncarono il tentativo controrivoluzionario dell'ex viceré Santiago de Liniers. Il comandante della spedizione, Francisco Antonio Ortiz de Ocampo, fu destituito a seguito del suo rifiuto di eseguire l'immediata fucilazione di Liniers; fu sostituito da Antonio González Balcarce, al quale fu affiancato Juan José Castelli, membro della giunta di governo, in qualità di commissario politico.
Alla notizia della Rivoluzione di Maggio, il viceré del Perù, José Fernando de Abascal, aveva provveduto ad incorporare provvisoriamente al suo vicereame i territori dell'Alto Perù, entrati a far parte del Vicereame del Río de la Plata alla fondazione di quest'ultimo, nel 1776; nominò inoltre comandante della spedizione militare che si preparava ad inviare in Perù il presidente provvisorio della Real Audiencia di Cuzco, José Manuel de Goyeneche, che raccolse le truppe nei pressi del fiume Desaguadero e iniziò subito a curarne l'organizzazione, la disciplina e l'istruzione.
Goyeneche incaricò il suo secondo, Juan Ramírez Orozco, di radunare il maggior numero possibile di uomini armati e correre in soccorso del presidente della Real Audiencia di Charcas, Vicente Nieto, per fronteggiare l'arrivo dell'esercito rivoluzionario. La ribellione di Cochabamba del 14 settembre 1810 rese impossibile il piano, costringendo Ramírez a spedire le sue migliori truppe a riprendere il controllo della città. Nieto si vide così costretto a spedire verso sud le truppe che poté raccogliere nella sua città e a Potosí, che raggiunsero l'avanguardia dell'esercito realista, ritiratasi a Tupiza sotto il comando di José de Córdoba y Rojas.
Da parte sua, Balcarce affrettò la marcia alla notizia della ribellione di Cochabamba e, attraversata la quebrada de Humahuaca, si accampò a Yavi senza aspettare rinforzi. Quando seppe che i realisti avevano abbandonato Tupiza per trincerarsi a Cotagaita, Balcarce suppose che la mossa fosse stata dettata dal timore di venire sorpresi alle spalle dalla rivolte delle popolazioni dell'Alto Perù e accelerò i preparativi dell'attacco.

## La battaglia
Dopo che Córdoba gli ebbe rifiutato un'intimazione di resa, Balcarce passò all'azione e, il 27 ottobre, attaccò il nemico. Quest'ultimo aveva deciso di attendere l'attacco in una posizione ben protetta: oltre ad avere il fiume davanti ad esso, l'esercito realista aveva la propria retroguardia coperta da una foresta, dalla quale si innalzavano quattro alture, dove Córdoba aveva fatto piazzare i pezzi d'artiglieria. Le truppe erano divise in cinque colonne; in quella di centro erano concentrati i cannoni.
Balcarce attaccò frontalmente con grande slancio, provocando la risposta dell'artiglieria realista. Gli indipendentisti riuscirono a prendere possesso di un'altura, ma ne furono presto ricacciati. All'ala destra del loro schieramento si distinsero il "Battaglione di Cacciatori" di Manuel Dorrego e il "1º Battaglione" di Gregorio Pedriel, i cui attacchi furono respinti dai Veteranos de Borbón e dai Voluntarios del Rey. Al centro e all'ala sinistra i Blandengues di Abraham González e gli Husares di Martín Miguel de Güemes furono costretti a retrocedere dalla reazione dei Provinciales de Potosí e del Batallón de Puno, entrambi i corpi guidati dal colonnello realista Indalecio González de Socasa.
Dopo quattro ore di combattimento, Balcarce ordinò la ritirata, che si svolse in modo ordinato. Córdoba, da parte sua, non poté ordinare l'inseguimento del nemico a causa della mancanza di muli, portati via dai loro conduttori fuggiti alla vigilia del conflitto. Le perdite dell'esercito patriota ammontarono a 3 morti e 6 feriti.

## Conseguenze
Dopo lo scontro, Balcarce si ritirò indisturbato a Tupiza, dove ricevetta rinforzi e munizioni provenienti da San Salvador de Jujuy; anche Córdoba ricevette nuove truppe da Potosí, con le quali cominciò ad avanzare contro i patrioti, nonostante il parere contrario di Nieto, che si era espresso per una tattica più difensiva. I realisti incontrarono così sul loro cammino un esercito ben trincerato e preparato allo scontro; il 7 novembre, la battaglia di Suipacha segnò una clamorosa vittoria dell'esercito rivoluzionario, che riprese così l'iniziativa in Alto Perù.